# Fabinho Santos
Fabinho Santos (nacido el 26 de junio de 1973) es un exfutbolista brasileño que se desempeñaba como centrocampista.
Jugó para clubes como el Vitória, Joinville, Basilea, Coritiba, Oita Trinita, Albirex Niigata, Juventude y Vegalta Sendai.

## Trayectoria

### Clubes
| Club            | País   | Año         |
| --------------- | ------ | ----------- |
| Vitória         | Brasil | 1992 - 1996 |
| Joinville       | Brasil | 1997        |
| Basilea         | Suiza  | 1998 - 1999 |
| Joinville       | Brasil | 2000        |
| Coritiba        | Brasil | 2001        |
| Oita Trinita    | Japón  | 2002        |
| Albirex Niigata | Japón  | 2003 - 2006 |
| Juventude       | Brasil | 2007        |
| Vegalta Sendai  | Japón  | 2007        |